# Francesc Hernández i Sanz
Francesc Hernández i Sanz  (* 1863 in Maó, Menorca; † 1949 ebenda) war ein menorquinischer Historiker, Bibliothekar, Illustrator und Autor.

## Leben
In der Zeit von 1894 bis 1940 war er Professor am Institut für Grafik  l’Institut de dibuix de Maó. Zwischen 1898 und 1934 war er Direktor und Redakteur der Zeitschrift Revista de Menorca, wo er zahlreiche Beiträge zu Archäologie, Geschichte, Literatur, Biografien und kommunale Artikel über Menorca schrieb. Als Direktor des Archivs l’Arxiu Històric de Maó legte er in den Jahren 1910 bis 1943 eine bedeutende Sammlung von historischen Werken an, die sich heute im Kulturzentrum der Stadt Maó (Colección Hernández Mora - Hernández de Sanz) befinden.
Er ist auch Autor der Bände Geographie und Geschichte von Menorca (Erstausgabe: 1908), seine Dokumentation über die italienische Oper in der Stadt Mahón erschien 1917. Darüber hinaus schrieb er Artikel über Archäologie, die in zahlreichen anderen Büchern und Schriften veröffentlicht wurden.  
In der zweiten Hälfte des neunzehnten Jahrhunderts verfasste er auch eine Bibliografie über das Leben und Wirken des  Menorquiners Pasqual Calbo, der als Kunstmaler am Hofe Maria Theresias von Österreich arbeitete.
Francesc Hernández war Mitglied der Real Academia de Bellas Artes de San Fernando, wo er auch an mehreren zeitkritischen Veröffentlichungen mitwirkte, wie zum Beispiel den satirischen Wochenzeitschriften: La Ilustración Hispanoamericana, und La Campana de Gràcia sowie dem Theaterstück L’Esquella de la Torratxa. In dieser Zeit zeichnete, malte, aquarellierte er und fertigte Drucke an, um Bücher, Zeitschriften oder andere Schriftstücke zu bebildern.

## Schriften (Auswahl)
- Compéndio de geografía é historia de la isla de Menorca, Mahón, 1908
- El Archivo Municipal de Alayor, Mahon Francisco Truyol 1917
- Historia de la invenció de Nostra Señora del Thoro en forma de comèdia : obra inédita en tres jornades i en vers, Mahón, 1931
- Episodios de la Guerra de los Anglo-Españoles contra Francia, durante su primera republica, vistos desde Mahon, 1793-1795, Mahon, 1933